# Guilherme Borrajo
Guilherme Borrajo é um atleta brasileiro integrante da delegação no Jogos Paralimpicos de Pequim 2008 pelo ParaVolei
PentaCampeão Brasileiro e TriCampeão Panamericano, conquistou a medalha de ouro nos Jogos Parapan-americanos de 2007, Guadalajara 2011 e Toronto 2015 e o Vice-Campeonato na Copa do Mundo de ParaVolei. Joga como levantador na seleção de Paravolei .
Com 25 anos (2008) representou o Brasil nas Paraolimpíadas de Pequim. Teve amputada a perna esquerda ao cair de um ônibus em movimento e ser atropelado, quando voltava de uma partida de futebol. 
É faixa preta ex-competidor de Tae Kwon Do, foi oito vezes Campeão Estadual do Rio de Janeiro e duas vezes Campeão Nacional.
Além do Volei Paralímpico Guilherme também é Atleta de Canoagem Polinésia. Foi Medalha de Ouro no Campeonato Mundial de Va'a  e Campeão Sul-americano e Brasileiro de longa distância. Guilherme é o único da equipe que praticava vôlei antes de se tornar deficiente físico.